# برگکوارا
برگکوارا (به سوئدی: Bergkvara)  یک شهر کوچک است که در بخش تورسوس شهرستان کالمار در کشور سوئد واقع شده است. جمعیت برگکوارا در پایان سال ۲۰۱۰ بالغ بر ۹۴۰ نفر بوده است.